# Michał Kopczyński
Michał Kopczyński (Zamość, Polonia, 15 de junio de 1992) es un futbolista polaco que juega de centrocampista en el Warta Poznań de la Ekstraklasa.

## Carrera
Michał Kopczyński se unió al Legia de Varsovia en el año 2000, con tan solo ocho años. Tras pasar toda su juventud en la categoría inferior del equipo, Kopczyński fue ascendido al primer equipo en la temporada 2012/13, debutando el 5 de agosto de 2012 ante el Okocimski KS Brzesko en la fase de clasificación de la Copa de Polonia, anotando su primer gol en ese mismo partido. Su debut en liga se produjo un par de semanas después, el 19 de agosto, en un enfrentamiento contra el Korona Kielce. Después de una temporada bastante irregular con el Legia, Kopczyński se marcha en condición de cedido al Wigry Suwałki de la I Liga polaca. La falta de minutos le empuja a buscar un nuevo club, marchándose nuevamente cedido al Wellington Phoenix FC de Nueva Zelanda, finalizando su cesión el 31 de diciembre de 2018. Su llegada a Varsovia haría que Kopczyński pronto dejase de contar para Aleksandar Vuković, siendo traspasado al Arka Gdynia del voivodato de Pomerania, firmando con el club báltico hasta 2021. En agosto de 2020, tras el descenso del equipo a la I Liga de Polonia, se marchó al Warta Poznań.

## Palmarés

### Títulos nacionales
| Título          | Club              | País    | Año     |
| --------------- | ----------------- | ------- | ------- |
| Copa de Polonia | Legia de Varsovia | Polonia | 2012-13 |
| Ekstraklasa     | Legia de Varsovia | Polonia | 2012-13 |
| Ekstraklasa     | Legia de Varsovia | Polonia | 2013-14 |
| Copa de Polonia | Legia de Varsovia | Polonia | 2015-16 |
| Ekstraklasa     | Legia de Varsovia | Polonia | 2016-17 |
| Copa de Polonia | Legia de Varsovia | Polonia | 2017-18 |
| Ekstraklasa     | Legia de Varsovia | Polonia | 2017-18 |